# Bror Jacques de Wærn
Bror Jacques de Wærn, né le 27 septembre 1927 à Stockholm et mort le 4 février 2013, est un acteur de cinéma, un peintre et maître héraldiste suédois, ainsi qu'un membre des Archives Nationales.
Bror Jacques de Wærn exerça longtemps ses activités comme peintre de blasons auprès des Archives Nationales.
Il créa les illustrations armoriées pour le "Ny svensk vapenbok" (Nouveau livre des Armoiries Suédoises) (1992) de Clara Nevéus, héraldiste d'État.
Il fut honoré en 2004 par la médaille du mérite décernée par la Société d'Héraldique suédoise.

## Ses activités cinématographiques
Bror Jacques de Wærn a joué dans le film "Konspiration 58" et a produit également un film documentaire sur Stockholm en double-8 entre 1959 et 1971.